# Nikolaj Aksjonov
Nikolaj Aleksandrovitj Aksjonov (på russisk: Николай Александрович Аксëнов) (født 8. juni 1970 i Sordavala, Sovjetunionen) er en russisk tidligere roer.
Aksjonov var en del af den russiske otter, der vandt en bronzemedalje ved OL 1996 i Atlanta. Pavel Melnikov, Andrej Glukhov, Anton Tjermasjentsev, Vladimir Sokolov, Dmitrij Rosinkevitj, Sergej Matvejev, Roman Montjenko, Vladimir Volodenkov og styrmand Aleksandr Lukjanov udgjorde resten af besætningen. Han var også med i otteren ved OL 2000 i Sydney, hvor russerne dog kun opnåede en 9. plads.
Aksjonov vandt desuden en VM-bronzemedalje i otter ved VM 1999 i Canada.

## OL-medaljer
- 1996:  Bronze i otter